# ダンディ・ディンモント・テリア
ダンディ・ディンモント・テリア（英：Dandie Dinmont Terrier）は、イギリスのスコットランド原産のテリア犬種のひとつである。
この犬種名に決まる以前の名前にはダンディ・ディンモンツ・テリア（英：Dandie Dinmont's Terrire）、チャーリーズ・ホープ・テリア（英：Cherlie's Hope Terrirer）、マスタード・アンド・ペッパー・テリア（英：Mustard and Pepper Terrirer）などがあった。

## 歴史
1800年ごろ、スコットランドとイングランドの国境地帯で農業を営むジェームズ・デビッドという人物が2頭のスコッチ・テリア（スコティッシュ・テリアの先祖に当たる犬）を購入し、それぞれを毛色にちなんで「マスタード」と「ペッパー」と名づけて農場で使役させたことが本種の歴史の始まりである。この犬の名のもととなったのはデビッドの知人であるサー・ウォルター・スコットの書いた小説である『ガイ・マナリング』の主人公の飼っている愛犬である。一説にはデビッドの愛犬がその小説の犬のモデルになったという話も伝わっているが、こちらはデビッドの自慢話が誤伝されたものであると言われている。
1814年に『ガイ・マナリング』が出版されると、マスタードとペッパーの子孫はその小説の主人公の名前からとってダンディ・ディンモント・テリアと呼ばれるようになった。
主にネズミやアナグマ、ウサギ、カワウソなどを狩るのに使われた。ネズミは発見次第、すばやく捕殺した。その他は追いかけて巣穴などに閉じ込め、自らもその中に入って戦い、引きずり出すのが主流である。ネズミ以外の狩猟は時にセントハウンドと2頭でコンビを組み、本種が生きたまま獲物を穴から引きずり出し、それをセントハウンドに仕留めてもらうという狩猟方法も行うことがあった。
近代に入ってからロングヘアードのダックスフントなどが掛け合わされ、外見と性格により磨きがかかった。

## 特徴
本種最大の特徴は、頭の上に載っている綿帽子のヘルメットのような冠毛である。耳掻きの梵天を思わせるような丸くふわふわとした毛であるが、実はこれはトリミングによって作られている。もともと毛が長めの犬種で、特に頭部の毛が長いためこのような独特のトリミングが可能となっている。尚、眉毛や口髭、顎鬚も長めである。
胴長足短の犬種で、引き締まった体つきをしている。耳は小さめの垂れ耳、尾は長い垂れ尾で、耳と尾は飾り毛がある。胸部にも飾り毛があり、柔らかい。頭部は体と調和がとれたものが理想で、マズルは短い。目の周りのコートは通常、眼病予防や視界確保のためにカットされる。コートはロングコートで、ウエーブがかっている。体のコートは決まった長さでトリミングされ、ショートコートと見間違えやすい。毛色はソルト・アンド・ペッパーやマスタードで、頭部の冠毛は真っ白であることがスタンダード（犬種基準）となっている。
体高20〜28cm、体重8〜11kgの小型犬で、性格は活発で人懐こく遊ぶことが大好きだが、落ち着きがあり、どちらかというと「テリア・キャラクター」は薄めである。テリア・キャラクターというのはテリア犬種の7割に見られる期が強く頑固な気質のことであるが、本種はあまり気や頑固さが強すぎない。友好的でさまざまな人や動物とも仲良く接することが出来る。しつけの飲み込みと状況判断力は普通である。いつも走り回ることが大好きなため、必然的に運動量は多くなる。かかりやすい病気は椎間板ヘルニアや皮膚炎、関節疾患などがある。尚、胴長足短の犬種であるため、抱き方が正しくないことで腰に負担がかかって椎間板ヘルニアになりやすい。他の同タイプの犬種と同じであるが、抱くときには片手で胸を、もう片手で腰を抱えて抱くことが大切である。

## 飼育状況
ペットやショードッグとして人気があった。しかし、イギリスで2016年に登録された新生子は91匹で英国原産種でありながら絶滅も危惧される状況となっている。
日本ではあまりメジャーな犬種ではないが、国内でブリーディングが行われていて毎年子犬が生まれている。